# General Tapia
General Tapia är en ort i Mexiko.   Den ligger i kommunen General Bravo och delstaten Nuevo León, i den centrala delen av landet, 700 km norr om huvudstaden Mexico City. General Tapia ligger 119 meter över havet och antalet invånare är 565.
Terrängen runt General Tapia är platt. Runt General Tapia är det mycket glesbefolkat, med 3 invånare per kvadratkilometer. Närmaste större samhälle är General Bravo, 14,6 km väster om General Tapia. Trakten runt General Tapia består i huvudsak av gräsmarker.